# Stazione di Maetan-Gwonseon
Maetan-Gwonseon (매탄권선역 - 梅灘勸善驛, Maetan-Gwonseon-nyeok ) è una stazione ferroviaria servita dalla linea Bundang della Korail. La stazione si trova nel quartiere di Yeongtong-gu, a Suwon, città della regione del Gyeonggi-do, in Corea del Sud.

## Linee
Korail
■ Linea Bundang (Codice: K242)

## Struttura
La stazione è realizzata in sotterranea, con due marciapiedi laterali e due binari passanti, protetti da porte di banchina. 
| 1 | ■ Linea Bundang | per Suwon                                 |
| 2 | ■ Linea Bundang | per Giheung, Suseo, Seolleung e Wangsimni |

## Stazioni adiacenti
| «                            | Servizio      | »                    |
| Linea Bundang                | Linea Bundang | Linea Bundang        |
| ---------------------------- | ------------- | -------------------- |
| K241 Mangpo                  | Locale        | Suwon City Hall K243 |
| I treni espressi non fermano |               |                      |